# Zabrze (stacja kolejowa)
Zabrze – stacja kolejowa w Zabrzu, województwie śląskim, w Polsce.

## Ruch pasażerski
| Rok  | Wymiana roczna | Wymiana pasażerska na dobę | miejsce w Polsce |
| ---- | -------------- | -------------------------- | ---------------- |
| 2017 | 803 000        | 2 200                      |                  |
| 2018 | 876 000        | 2 400                      |                  |
| 2019 | 986 000        | 2 700                      | 99               |
| 2020 | 659 000        | 1 800                      | 91               |
| 2021 | 986 000        | 2 700                      | 74               |
| 2022 |                | 3 900                      |                  |

## Połączenia
Na stacji zatrzymują się pociągi Kolei Śląskich  i PKP Intercity wszystkich kategorii.

### Koleje Śląskie
Stacja znajduje się na trasie linii pociągów osobowych S1. Pociągami spółki Koleje Śląskie można bezpośrednio dojechać do stacji: Gliwice, Katowice, Sosnowiec Główny, Dąbrowa Górnicza, Zawiercie, Częstochowa.

### PKP Intercity
Na stacji zatrzymują się pociągi wszystkich kategorii (TLK, IC, EIC, EIP) należące do spółki PKP Intercity.
| Zabrze                                   |  |                             |
| Linia 137 Katowice – Legnica (18,926 km) |  |                             |
| Ruda Śląskaodległość: 4,858 km           |  | Gliwice odległość: 8,174 km |